# Stippelvaren
De stippelvaren (Oreopteris limbosperma) is een kosmopolitische varen uit de moerasvarenfamilie (Thelypteridaceae). De varen komt vooral in de bergen voor en dan vooral in bossen op zandgrond. De stippelvaren is in België en Nederland zeldzaam tot zeer zeldzaam.

## Naamgeving en etymologie
- Synoniemen: Dryopteris oreopteris (Ehrh.) Maxon, Lastrea limbosperma (All.) Heywood, Polypodium limbospermum (All.), Thelypteris limbosperma (All.) Fuchs, Thelypteris oreopteris (Ehrh.) Sloss., Polystichum oreopteris Bernh.
- Duits: Bergfarn, Berglappenfarn
- Engels: Lemon-scented Fern
- Frans: Fougère des montagnes

De botanische naam Oreopteris is een samenstelling van Oudgrieks ὄρος, oros (= berg) en πτερίς, pteris (= varen).
De Nederlandse naam stippelvaren slaat op de gele kliertjes aan de onderzijde van het blad, die het blad een gestippeld uitzicht geven.

## Kenmerken

### Plant
De stippelvaren is een overblijvende, kruidachtige plant met een korte, verticale wortelstok waaruit elk jaar opnieuw een bundel heldergroene bladen groeit.

### Bladen
De bladen zijn opvallend helder geelgroen, tot 100 cm lang, lijnlancetvormig, bovenaan tot een spits uitgerekt en onderaan versmald uitlopend tot een reeks korte blaadjes. Het blad is dubbel geveerd. De onderzijde van het blad is bezaaid met gele kliertjes, die bij kneuzing een citroen- of sinaasappelgeur afgeven (vandaar de Engelse benaming Lemmon-scented Fern). De bladrand is, op de insnijdingen na, glad en niet getand.
De bladsteel is ongeveer een zesde van de lengte van het blad en is bezet met schubben.

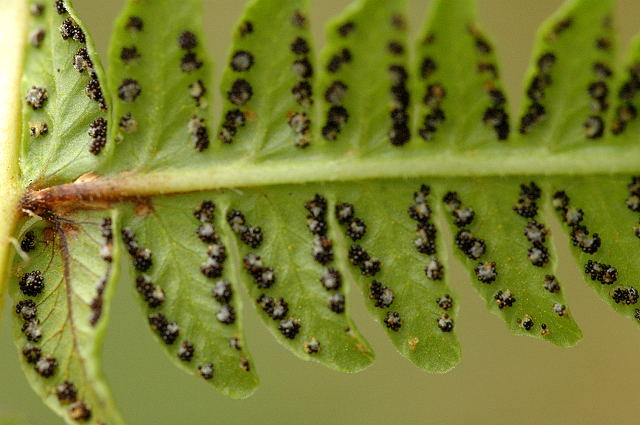
Sporenhoopjes

### Sporenhoopjes
De sporenhoopjes zijn klein en rond, afgedekt met een teer dekvliesje en liggen in twee rijen langs de bladrand. De sporen zijn rijp van juli tot september.

## Habitat
De stippelvaren is een soort van vochtige, voedselarme maar humeuze en zure zandgronden in schaduw of halfschaduw. Hij is meestal te vinden in gebergtes, in schaduwrijke loofbossen, vooral op de kanten van greppels en holle wegen. Komt meer naar het noorden ook voor op schaduwrijke hellingen buiten het bos, zoals in depressies in hoogveengebieden.

## Voorkomen
De stippelvaren komt voor in gematigde streken van het noordelijk halfrond, in Europa, westelijk Noord-Amerika en Oost-Azië.
In België is de plant zeldzaam in de Ardennen en zeer zeldzaam op de zandgronden in Vlaanderen zoals in de Kempen. In Nederland is de soort zeer zeldzaam in het zuiden en oosten van het land (Gelderland, Overijssel, Noord-Brabant en Zuid-Limburg). In 2005 werden in Overijssel de stippelvaren nog op een veertigtal plaatsen aangetroffen.

## Verwante en gelijkende soorten
De stippelvaren heeft geen verwanten uit hetzelfde geslacht in België en Nederland. Van de moerasvarenfamilie kunnen ook de moerasvaren (Thelypteris palustris) en de smalle beukvaren (Phegopteris connectilis) in de Benelux gevonden worden. De eerste heeft echter een heel ander biotoop en de smalle beukvaren heeft een andere habitus.
Een grotere kans op verwarring is er wel met de algemeen voorkomende mannetjesvaren (Dryopteris filix-mas) en de wijfjesvaren (Athyrium filix-femina). Alle drie hebben ze ongeveer hetzelfde habitat en overeenkomstige kenmerken. De stippelvaren is echter van beide te onderscheiden door de kleine, tegen de bladrand gelegen sporenhoopjes. Bij de beide andere varens zijn die groter en tegen de nerf aangelegen. Ook de gele kliertjes op de onderzijde van het blad en de karakteristieke citroengeur bij kneuzing zijn onmiskenbaar.

## Zeldzaamheid en bescherming
De stippelvaren staat op de Vlaamse Rode Lijst (planten) vermeld als zeldzaam tot zeer zeldzaam. Op de Nederlandse Rode Lijst (planten) staat de soort niet vermeld.